# سیگیسموند دوم آگوستوس
سیگیسموند دوم آگوستوس (لهستانی: Zygmunt II August؛ ۱ اوت ۱۵۲۰ – ۷ ژوئیهٔ ۱۵۷۲) دولت‌مرد اهل پادشاهی لهستان بود.
سیگیسموند پادشاه لهستان و دوک بزرگ لیتوانی، پسر سیگیسموند یکم پیر بود، که سیگیسموند دوم در سال ۱۵۴۸ به او جانشین شد. او اولین فرمانروای مشترک المنافع لهستانی و لیتوانیایی و آخرین پادشاه مرد از سلسله یاگیلون بود.